# Моренгейм, Артур Павлович
Барон (с 1894) Артур Павлович Моренгейм (нем. Arthur Freiherr von Mohrenheim; 27 мая (8 июня) 1824 — 1906) — российский дипломат, действительный тайный советник (с 1886).

## Биография
Родился в Варшаве 27 мая (8 июня) 1824 года в семье Павла Осиповича Моренгейма (1785—1832), поверенного в делах России в Мадриде, и графини Жозефины Мостовской (1801—1846). По отцу внук медика Иосифа (Йозефа-Якоба) Моренгейма; по матери —  министра внутренних дел Царства Польского графа Т. Мостовского.
Воспитывался в семье отчима П. А. Муханова.
В августе 1845 года, сразу после окончания юридического факультета Московского университета, поступил на службу в Департамент внутренних сношений Министерства иностранных дел России.
С 1847 года — 3-й секретарь канцелярии министра иностранных дел графа К. В. Нессельроде; с 1850 — 2-й секретарь канцелярии.
В 1851—1856 годах — младший секретарь российского посольства в Австрии.
В 1856 году был переведён в Санкт-Петербург и назначен младшим советником Министерства иностранных дел. В 1857 году получил чин коллежского советника.
С 1858 года — советник российской дипломатической миссии в Пруссии (в Берлине), где в 1862—1863 гг. во время отсутствия посла исполнял обязанности временного поверенного в делах.
В 1860 году был произведён в статские советники, а в 1865 году — в действительные статские советники.
В 1867—1882 гг. — чрезвычайный посланник и полномочный министр России в Дании; с 1873 года — тайный советник. Стал лично известен наследнику престола Александру Александровичу (будущему императору Александру III), женатому на датской принцессе и часто гостившему в Копенгагене. Это способствовало дальнейшей дипломатической карьере Моренгейма; с 1882 по 1884 годы он — чрезвычайный и полномочный посол России в Великобритании, а в 1884—1897 годах — чрезвычайный и полномочный посол России во Франции. Моренгейм был сторонником сближения России с Францией.
В 1886 году получил чин действительного тайного советника.
В 1891—1893 гг. принимал непосредственное участие в создании Русско-французского союза.
Высочайше утверждённым, 28 февраля (12 марта) 1894 года, мнением Государственного совета действительному тайному советнику Артуру Павловичу Моренгейму, с потомством, дозволено пользоваться в России баронским титулом и гербом, пожалованными деду его австрийским императором Леопольдом II.
С ноября 1897 года — член Государственного совета с оставлением в должности посла России во Франции.
Умер 19 октября 1906 года в По (Франция).

## Награды
русские
- орден Св. Анны 2-й степени с императорской короной (1862)
- орден Св. Владимира 3-й степени (1864)
- орден Св. Станислава 1-й степени (1867)
- орден Св. Анны 1-й степени (1871)
- орден Св. Владимира 1-й степени
- орден Белого орла
- орден Св. Александра Невского (1883) с бриллиантовыми знаками (1890)

иностранные
- австрийский орден Железной короны 3-й ст. (1853)
- греческий орден Спасителя, Офицер золотого креста (1857)
- орден Филиппа Великодушного 2-й ст. (1857)
- прусский орден Красного орла 3-й ст. (1857)
- Орден Церингенского льва 2-й ст. (1857)
- прусский орден Короны 2-й ст. (1862)
- орден Заслуг Святого Михаила (1864)
- орден Фридриха (1866)
- Датский Орден Слона (1882)
- французский Большой крест ордена Почётного легиона (1891)

## Семья
Был женат на баронессе Луизе Николаевне Корф (1835—1916), дочери барона Николая Ивановича Корфа. У них родились две дочери:
- Жозефина Мари Луиза Гедвига (нем. Josephine Marie Luise Hedwig; 1858 — не ранее 1906), впоследствии вышедшая замуж за виконта де Сез;
- Жозефина Мари Луиза (нем. Josephine Marie Luise; 1861 — ?).